# Krasnyj Klucz (rejon nurimanowski)
Krasnyj Klucz (ros. Красный Ключ) – wieś (sieło) w Rosji, w Baszkortostanie, w rejonie nurimanowskim. W 2010 liczyła 2274 mieszkańców.